# 妖女迷行
《妖女迷行》（英語：Lost Girl）是一部由加拿大Showcase频道製作的劇集。首季13集，2010年9月12日开始播出，2010年11月12日完结。第二季已定于2011年9月4日播出。第三季於2013年1月6日播出。第四季於2013年11月10日播出。第五季於2014年12月7日播出。

## 劇情

### 第一季
Bo是一个在人类世界长大的女淫妖，在一次偶然帮助以及“猎食”之中认识了好友Kenzi。同时也因此被潜伏于警察局的狼人Dyson以及塞壬Hale发现踪迹，找到并将她拿下，在通过他们的医生Lauren，Bo知道了世上还有很多与她一样的非人类存在，他们是一群比人类更早存在的生物，但比人类的数目要稀少的，他们统称为异种（Fae）。
异种普遍分为光明（Light）与黑暗（Dark）两派。Bo需要通过测试然后选择加入其中一派。Bo通过测试后选择站在人类一方，并不加入任何一派。Bo知道了他们的存在后便当上私家侦探，试图利用这个机会调查自己的生身父母究竟是谁。而过程中无论光明还是黑暗，哪怕是人类的任务都得要接。
在一次调查一宗表面上是离奇自杀案，实际上是谋杀案的机会下，Bo接触了另一个女淫妖Saskia，Saskia协助她查出了真相并消灭了作奸犯科的驱淫妖（Albaster），但也因此而令二人关系微有间隙（第10集）。
在第12集临终，Saskia找到了Bo的男友Dyson并上了他，在差点榨干他的精气时被Bo及时发现并救下。而在Saskia走后，Dyson告知Bo其实Saskia的真名为Aife（读音如Eva），就是Bo的生母。而从异种Trick那里了解到Aife原本是属于他那一派，而他当年为了强制和平而将Aife交出给黑暗异种处决，但当时黑暗异种的领袖认为就此处决一个女淫妖很浪费，于是便将她囚禁起来作为自己的玩物。Aife后来逃脱，不知所踪。而回归的Aife则希望光明与黑暗打起仗来，以报复双方以及Trick。
Bo阻止母亲，并于母亲打起上来，最后Aife牺牲自己，从旋转楼梯中空堕下，Bo以为她死了，但下到楼下却发现“尸体”不见了（未死）。

### 第二季
在第一季由于Aife的“爱奴”的自杀式袭击下，原异种领袖Ash重伤，之后需要迎来新的光明异种领袖大选，而由于Dyson在第一季向命运女神許願，希望他的狼性轉移給Bo以协助她打败她生母Aife，但相對的被取走了他对Bo的爱為報酬，之后他就与另一人Ciara好上，但后来他发觉他跟Ciara根本不存在爱，于是他去问命运女神，命运女神解释狼人一旦找到伴侣后就会与其一生厮守，而他找到Bo后，就将他的所有爱给了Bo，因此当他奉献上他对Bo的爱后，他就所有爱都没有了。而Bo一面失去了Dyson对她的爱，另一面却又在梦中遇见了末日女童，末日女童告诉她将会有大灾难降临，在第二次会面时又告诉她她将是一个将灾难带予异种们的重要人物，末日女童给予Bo的幻象中Bo杀死了血圣Trick，除此以外，Bo在一次帮助黑暗异种领袖摩利甘后得知她的另一个相好女医生Lauren本来另有一个旧相好，但却被诅咒而陷入昏迷。Bo最后帮她解除了诅咒，但却又从中得知原来下诅咒的人竟是前任光明异种领袖Ash。另外她发现新任领袖Ash，本名Lachlan的异种有着不为人知的秘密，以为他是反派，但后来经过Lachlan解释后，才知道他原来是好人，而血圣也从预测中知道本来应该灭绝的旧有的异种大敌迦楼罗正在前来之中，而Bo也知道她的任务就是要统领两派异种抵抗迦楼罗的入侵。
在几经周转后，Bo终于第一次对上迦楼罗，迦楼罗附身于Lauren的女友Nadia身上，并企图杀死医生，其后Bo在救Lauren的时候却同时把Nadia杀死。其后在一次对付一只迷魂怪时，Bo发现自己的血有特殊力量，而且弄明白是因为与血圣Trick有关。而Trick告诉Bo他其实是Bo的外公。而Bo最后借助自己的这种力量联合光明与黑暗两派，打败迦楼罗。但同时她却也因为这种力量而似乎开始堕进黑暗。

### 第三季
第三季將在今年秋天開始第一集，對BO來說會有更多的扭轉和改變。在新的一季里，Bo將會做出一個很浪漫的選擇，但是卻發現走向承諾（commitment：通常指情侶之間的承諾）的路上布滿荊棘。沒有預料到的危險襲向Bo和她愛的人們。雖然Bo與很多敵人作戰，但是她最大的敵人在她自己身體里。

### 第五季
在終結季的首集中，Bo往返地獄營救一位朋友。重生的瓦爾基裡戰士Tamsin（Rachel Skarsten）面對自己過去的一個敵人。Bo為了拯救自己所愛的人做出不可思議的事情，結果引發了可怕的連鎖反應。Bo意識到愛並不足以確保所有人團結在一起，因為他們很快將面對一個從所未見的強大敵人。

## 演员
- Anna Silk 饰演 女主角Bo。一个女淫妖
- Zoie Palmer 饰演Lauren。光明异种的人类医生，Bo的女友。
- Kristen Holden-Ried 饰演Dylson。狼人（变狼怪）。
- Ksenia Solo 饰演Kenzi。Bo的人类好友。
- K.C. Collins 饰演Hale。Dylson与Kenzi的好友。
- Emmanuelle Vaugier 饰演摩莉甘。黑暗异种的领袖。
- Cle Bennett 饰演Ash。光明异种的领袖。
- Rick Howland 饰演Trick。异种酒吧的主人，血圣（Bloodsage）
- Rachel Skarsten飾演Tamsin 瓦爾基裡戰士

## 集數
| 季數 | 集数 | 集数 | 首播日期       | 首播日期       |
| 季數 | 集数 | 集数 | 首映           | 季终           |
| ---- | ---- | ---- | -------------- | -------------- |
| 1    | 13   | 13   | 2010年9月12日  | 2010年12月12日 |
| 2    | 22   | 22   | 2011年9月4日   | 2012年4月1日   |
| 3    | 13   | 13   | 2013年1月6日   | 2013年4月14日  |
| 4    | 13   | 13   | 2013年11月10日 | 2014年2月16日  |
| 5    | 16   | 8    | 2014年12月7日  | 2015年1月25日  |
| 5    | 16   | 8    | 2015年9月6日   | 2015年10月25日 |